# 自販機本

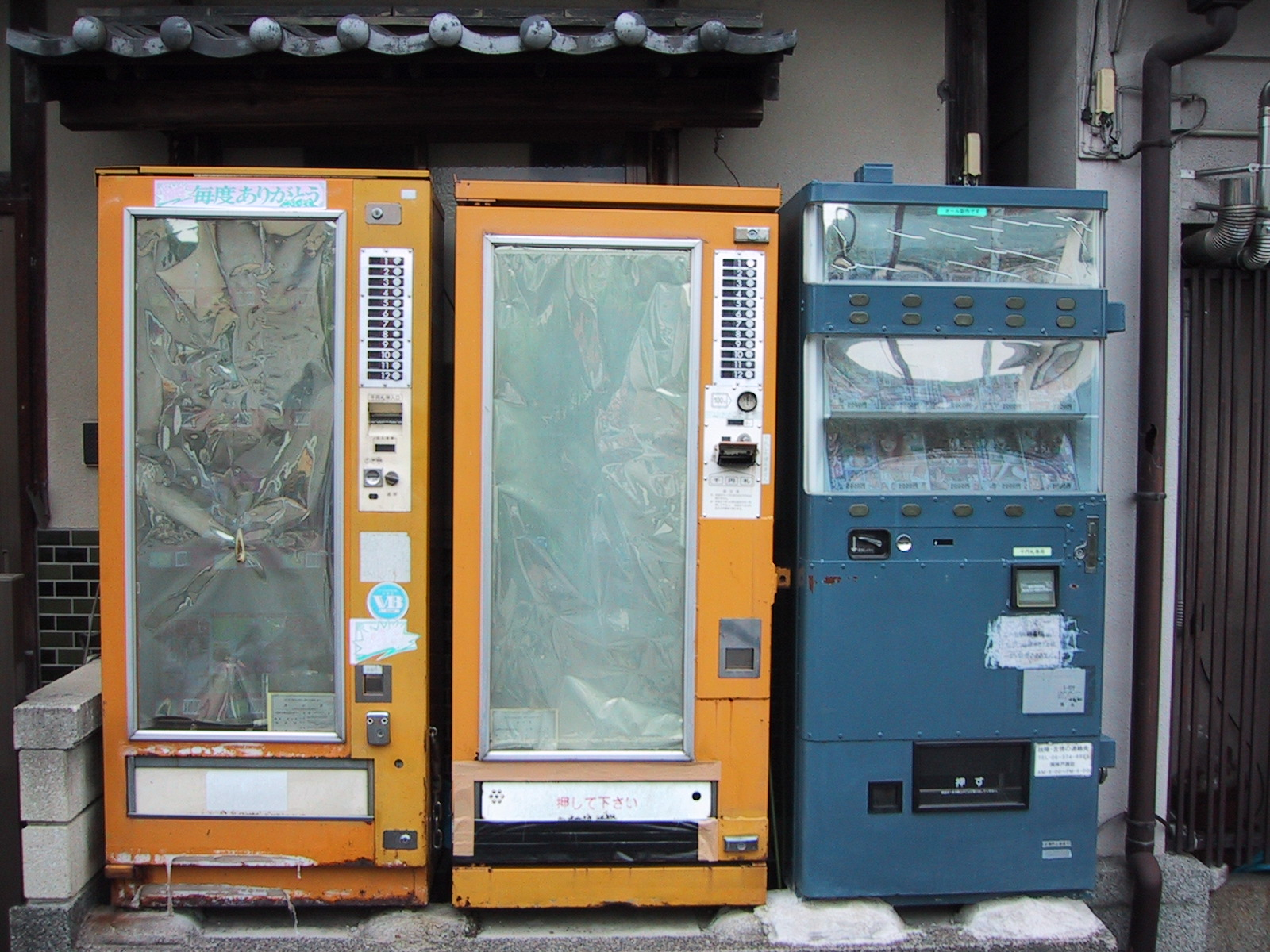
マジックミラーを用いた中が見えないようにする仕掛け
京都・北白川（2001年）

自販機本（じはんきぼん）とは、1970年代中頃から1980年代中頃まで自動販売機で売られていた成人向け雑誌である。ビニ本やアダルトビデオといったエロメディアが登場するまで、日本のエロ文化の中核を担った。

## 概要
1970年代を中心に、自動販売機で販売されたエロ雑誌があり、これを自販機本（じはんきぼん）と称した。
自販機本は配本の都合上、おおむねB5判で64頁程度のものであり、ヌードグラビアと記事から構成されていた。
自販機本は、書店の流通経路とは別に、自販機用の特殊な流通経路に乗っており、通常の書店では一切扱われなかった。また販売員と対面することなく買えた上に、一般誌には出ないヌードモデルも多く、いわゆるエロ本が多く発売されるようになる前から人気を集めていた。
その起源は、1968年9月に中島規美敏が創業したスタンド販売取次の東京雑誌販売（旧・城北ブックセンター）が、自動販売機部門に進出した1975年にまでさかのぼる。1976年6月には自販機専門の卸売販売企業として株式会社共同が設立され、時期を同じくして『土曜漫画』で知られる土曜出版新社（Do企画）が東雑グループ傘下に入り、1977年には制作部門としてアリス出版とエルシー企画が設立されるなど比較的短期間で自販機本の流通機構が確立していった。
最盛期の1980年には月に43誌を刊行、月産発行部数は推定165～450万部に上った。販売網も日本全国が対象で、2万台以上の自販機が設置されていた。これは当時の書店数とほぼ同じで、500億円規模の市場となった。最盛期には「現金回収車のショックアブソーバーが百円玉の重みで壊れた」という伝説が語り継がれるほどの人気ぶりを見せ、多忙を極めた印刷所では女性器や陰毛を消し忘れるというミスを頻発し、エルシー企画の神崎夢現はヒッピー仲間を集めて一晩で3万部以上の自販機本にマジックインキで修正を入れたというエピソードもある。
販売期間はわずか3日程度で発売日などの宣伝もなかったが、発行部数は1冊あたり平均3万部を記録した。これは当時の日本にはエロメディアの絶対量が不足しており、一定量のエロ要素が載っていれば内容は問われず、大半が作れば売れていた為である。そのため「表紙にポルノさえ載せておけば、あとは何をやってもいい」という自由な方針の版元も多かった。また好き放題な誌面づくりが出来た背景には、自販機本出版社の経営者や編集者の多くが1960年代後半に学生運動を体験した元全共闘世代で、革命的な誌面づくりに寛容だったことが理由として挙げられている。
とくに高杉弾と山崎春美らが中心となって編集した伝説的自販機本『Jam』『HEAVEN』（エルシー企画→アリス出版→群雄社出版）では、「エロ」以上にカウンターカルチャーとしての性質が強く、そのアナーキーな誌面づくりから、今日ではサブカル雑誌の先駆けの一つとみなされている。また同誌では創刊にあたり山口百恵宅のゴミ漁りを決行し、誌面でファンレターや使用済み生理用品を「芸能人ゴミあさりシリーズ」と題して大々的に公開し、注目を集めた。本誌は表紙とグラビアだけ「エロ」で中身はパンクやアングラなどサブカルチャー系の記事・情報がメインであり、ドラッグ特集をはじめ、インディーズパンクやカルトムービーの紹介、果ては皇室・臨済禅・プロレス・神秘主義まで取り上げ、一般の商業誌では到底不可能なアヴァンギャルドな誌面を実現すると共に、漫画コーナーでは渡辺和博などのヘタウマ作家を起用、漫画家をやめていた蛭子能収を再デビューさせたことでも知られている。このように、自販機本はエロ文化のみならず、当時のアンダーグラウンドな若者文化の一端を担うことにつながった。

### 衰退
1980年頃より、ビニール本（ビニ本）と呼ばれる性器や陰毛の修正が薄い過激なエロ本が登場したこともあり、自販機本は縮小、衰退の道を辿った。また未成年者が自由に購入できる自販機のエロ本は、しばしばPTAや警察の目の敵にされ、自動販売機での出版物販売に対する規制強化が年々進んだ。
1980年には日本PTA全国協議会が、有害図書販売規制立法の請願を国会に提出し、43都道府県の地方公共団体が青少年保護育成条例による条例制定を行った。これが決定打となり、1980年代中頃、ついに自販機本は絶滅に追い込まれた。
なお現在も、店の外側に自販機を置き、営業時間外でも雑誌を買えるようにしている書店や、アダルトグッズ専用の自販機にエロ本が収納されている事例もあるが、これは店頭売りの雑誌を単に自動販売機に収容しただけで、自販機用に作られたエロ本ではなく、通常これらは「自販機本」とはいわない。2018年（平成30年）では、約500基の自動販売機がエロ本やアダルトDVDを販売するのみである。

## 特徴
日本のエロ文化黎明期の出版物であり、後の成人向け雑誌と比較すると次のような特徴がある。
- フェラチオや性交など性行為が擬似であったり、精液も写していないことが多い。
- モデルの着用する下着は透けておらず、陰毛も写していない。
- ヌードグラビアには、性的イメージを膨らませるための文章やコピーが添えられていることが多い。
- カラーグラビアは本の前半のみで、後半は文章記事が主だった（また後半は紙質も悪かった）。
- 基本的に粗製濫造な作りで戦後流通したカストリ雑誌の雰囲気に近い[8]。また奥付や発行年月日の記載が無いものが多く、中には発行元が架空名義だったり、通しナンバーが入れ替わっているものもある。
- かつて存在した雑誌倫理研究会（雑倫）の自主規制で、当時はエロ本にセーラー服を出すことが固く禁じられていたが、特殊な流通経路を持つ自販機本出版社は雑倫に所属しておらず、逆にそれを武器にして売り上げを伸ばしていた[11]。
- 表紙がソフトな雑誌ほど自動販売機に入れることが出来たため[2]、条例の厳しい地区では余り過激でない裏表紙を表にすることが多かったという[4]。そのため、自販機本は基本的に裏表どちらにもタイトルが大きく打たれている[4]。
- 内容は大きく分けてヌードグラビアが売り物の実話誌とエロ劇画がメインの三流劇画誌が中心だった[8]。全共闘世代の編集者たちが『漫画大快楽』『劇画アリス』『漫画エロジェニカ』を中心にエロ本で漫画表現に革命を起こそうとした「三流劇画ムーブメント」あるいは「三流劇画全共闘」の詳細については「エロ劇画誌」および「ニューウェーブ (漫画)」を参照。
- 自販機本という性質上、読者が中身を吟味して購入することが不可能であり、そのため表紙とグラビアページだけポルノ風に作り、残りの一色記事は「別に誰も読まないから」という理屈から、一部の版元は編集者やライターに好き放題な記事を書かせていた[2]。これは編集者側からしたら極めて自由な雑誌作りが出来たため、版元の自由な社風を慕って業界入りした編集者や作家も数多く存在する。著名な業界出身者に高杉弾、山崎春美、川本耕次、佐山哲郎、三浦和義、亀和田武、川端幹人、蛭子能収、山本直樹、竹熊健太郎、藤原カムイ、桜沢エリカ、香山リカ、田口トモロヲ、近藤ようこ、杉作J太郎、幻の名盤解放同盟、米沢嘉博（迷宮'79）などがいる。
- またすでにメジャー少年誌で活動していた吾妻ひでおはアリス出版の亀和田武の依頼で1979年からエロ劇画誌『劇画アリス』に「不条理日記」を、1980年からは川本耕次の依頼で『少女アリス』に「純文学シリーズ」を連載した。前者はいわゆる「不条理漫画」の草分けであり、後者は「ロリコン漫画」の先駆けといわれている[12]。メジャー誌出身の漫画家が自販機ポルノ誌に進出したことは周囲に衝撃を与え、吾妻は商業誌・同人誌ともに1980年代のロリコンブームの立役者とみなされている。

## 関連雑誌
- Jam
- HEAVEN
- 突然変異
- コレクター
- 劇画アリス - 三大エロ劇画誌のひとつに数えられたアリス出版発行の自販機本。
- 少女アリス - ロリコンブームの嚆矢となったアリス出版発行の自販機本。

## 関連会社
- アリス出版 - 小向一實主宰の編集プロダクション。1980年当時は自販機本の最大手出版社だった。
- エルシー企画 - 明石賢生主宰の自販機本専門出版社。1980年にアリス出版と合併、同年に群雄社出版として独立。1983年倒産。
- 土曜出版新社 - 老舗漫画誌『土曜漫画』で知られた出版社。1976年に東雑グループの制作部門として完全子会社化。
- 東京雑誌販売 - 自販機本の総元締めに当たる出版取次。エルシー企画とアリス出版の親会社にあたる。

## 関連人物
- 高杉弾
- 山崎春美
- 明石賢生
- 佐山哲郎
- 小向一實
- 川本耕次
- 亀和田武
- ばるぼら
- 蛭子能収
- 吾妻ひでお
- 竹熊健太郎